# Jaco Pastorius

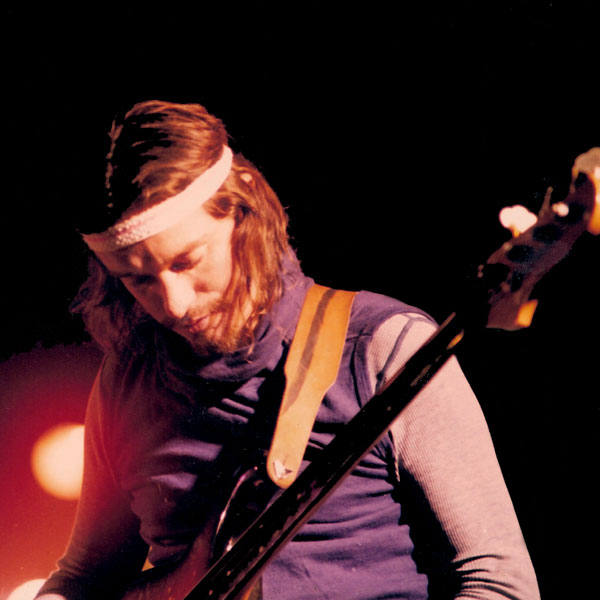
Jaco Pastorius in 1987

John Francis (Jaco) Pastorius III (Norristown (Pennsylvania), 1 december 1951 – Fort Lauderdale (Florida), 21 september 1987) was een Amerikaans basgitarist. Hij maakte van de basgitaar een solo-instrument en staat bekend als een van de eerste gebruikers van de fretloze basgitaar. Pastorius was een invloedrijk basgitarist en werd ook wel de Paganini van de basgitaar genoemd. Hij was bovendien componist, met een opvallend inzicht in melodie en harmonie. Van sommigen kreeg hij ook kritiek, toen hij in zijn latere jaren in zijn spel in herhaling ging vallen. Pastorius was tevens actief als arrangeur en producer. Naast basgitaar speelde hij mandoloncello, steeldrums, saxofoon, drums en piano.

## Levensloop
Jaco Pastorius werd geboren in een muzikaal gezin in Norristown (Pennsylvania) dat al snel naar Fort Lauderdale in Florida verhuisde. Zijn vader was drummer en als kind speelde Jaco ook drums. Als tiener brak hij tijdens een Americanfootballwedstrijd echter zijn linkerpols, die niet goed herstelde. Hij kon niet meer goed drummen en zijn toenmalig bandje vroeg hem te bassen; Jaco stapte over op de basgitaar. Op zijn zeventiende werd hij als de beste basgitarist van Florida beschouwd. In 1974 begon hij te spelen met zijn vriend, de gitarist Pat Metheny. Zijn soloalbum Jaco Pastorius kwam uit in 1976. Het kreeg uitstekende kritieken; vooral de bassolo Portrait of Tracy oogstte grote bewondering. In datzelfde jaar volgde hij Alphonso Johnson op bij Weather Report, toen Johnson tijdens de opnamen van Black Market de jazzrock-formatie verliet. Hij bleef bij Weather Report tot 1981. Van 1980 tot 1984 was Pastorius voortdurend op tournee met zijn Word of Mouth bigband. Hij speelde daarnaast op albums van anderen mee, onder andere bij Joni Mitchell, Paul Bley, Albert Mangelsdorff en Michel Colombier.
In het midden van de jaren tachtig raakte Pastorius opgebrand. Hij verdween bijna volledig uit de muziekwereld en kreeg steeds meer last van een bipolaire stoornis. Er waren perioden dat hij rondzwierf door New York en ten slotte Fort Lauderdale. In de vroege ochtend van 12 september 1987 werd Pastorius, die enkele uren daarvoor een concert van Santana had bezocht in Sunrise, na een woordenwisseling in elkaar geslagen door een uitsmijter van de Midnight Bottle Club in Wilton Manors, een dorpje vlak bij Fort Lauderdale. Hij raakte in coma en zou niet meer bijkomen. Pastorius stierf op 35-jarige leeftijd in een ziekenhuis in Fort Lauderdale en liet vier kinderen achter. Na zijn dood bewezen velen hem eer, waaronder Miles Davis op de cd Amandla. Deze nam de door bassist Marcus Miller geschreven compositie Mr. Pastorius op.

## Discografie

### Albums
- 1974 - Jaco (met Paul Bley en Pat Metheny) DIW
- 1974 - Trilogue (Albert Mangelsdorff)
- 1975 - Bright Size Life (Pat Metheny)
- 1976 - Hejira (Joni Mitchell)
- 1976 - Jaco Pastorius Epic/Legacy
- 1976 - Black Market (Weather Report: Jaco speelt op twee nummers, waaronder zijn compositie Barbary Coast)
- 1976 - All-American Alien Boy (Ian Hunter)
- 1977 - Heavy Weather (Weather Report)
- 1977 - Don Juan's Reckless Daughter (Joni Mitchell)
- 1978 - Mr. Gone (Weather Report)
- 1979 - Mingus (Joni Mitchell)
- 1979 - 8:30 (Weather Report)
- 1979 - Trio of doom (live) (met John McLaughlin en Tony Williams) Recorded at the Havana Jazz Festival
- 1979 - Michel Colombier (Michel Colombier)
- 1980 - Night Passage (Weather Report)
- 1981 - The Birthday Concert (live) Warner
- 1981 - Word of Mouth Warner
- 1982 - Weather Report (Weather Report)
- 1982 - Shadows and Lights (Live) (Joni Mitchel en Pat Metheny)
- 1983 - Invitation (live) Warner
- 1986 - PDB DIW
- 1986 - Jazz Street (met Brian Melvin) Timeless
- 1986 - Standards Zone (met Brian Melvin)

### Dvd's
| Muziek-dvd met eventuele hitnotering(en) in de Nederlandse Muziek Dvd Top 30 | Datum van verschijnen | Datum van binnenkomst | Hoogste positie | Aantal weken | Opmerkingen |
| ---------------------------------------------------------------------------- | --------------------- | --------------------- | --------------- | ------------ | ----------- |
| Jaco                                                                         | 2016                  | 01-10-2016            | 7               | 6            |             |